# Роклеџ (Пенсилванија)
Роклеџ (енгл. Rockledge) град је у америчкој савезној држави Пенсилванија.

## Демографија
По попису из 2010. године број становника је 2.543, што је 34 (-1,3%) становника мање него 2000. године.
| Група             | 2000.         | 2010.         |
| Белци             | 2.515 (97,6%) | 2.409 (94,7%) |
| Афроамериканци    | 1 (0,0%)      | 10 (0,4%)     |
| Азијати           | 25 (1,0%)     | 31 (1,2%)     |
| Хиспаноамериканци | 15 (0,6%)     | 52 (2,0%)     |
| Укупно            | 2.577         | 2.543         |